# 山崎元裕 (実業家)
山﨑 元裕（やまさき もとひろ、1963年（昭和38年）4月9日 - ）は、日本の実業家。

## 来歴・人物
株式会社ヤマタネ創業者山崎種二の三男山崎誠三の子。慶應義塾大学商学部卒。妻はトヨタ自動車元社長（後の相談役）・豊田達郎の長女・由美子。義兄に豊田達也（デンソー元常務）がいる。